# 李秉衡
李秉衡（1830年—1900年），字鑒堂，辽宁庄河人，晚清官員。

## 中法戰爭
早年捐官為縣丞，遷知縣。光緒五年（1879年），冀州知州。二年後升為永平知府。1884年任廣西按察使。
中法戰爭時，秉衡主持龍州西運局。隔年和馮子材獲得「諒山大捷」。彭玉麟奏言：「兩臣忠直，同得民心，亦同功最盛」。光緒廿年五月擔任安徽巡撫。

## 甲午戰爭
甲午戰爭爆發後，清廷調李秉衡為山東巡撫。
當時吏部文選司郎中延熙、李紹芬等，奏稱當時能戰的將領為劉永福等人。能戰的主帥為張之洞、李秉衡、唐景崧，都義切同仇、聲威素著。建議滿清朝廷信任他們，必能奏效且有功績。倘若有退敗不前者，立刻於軍隊之前就地正法。不要讓其有機會巡迴各部議論，僥倖存活。光緒21年（1895年）四月初八（5月2日），河南舉人步翔藻奏稱：淮軍將領剋扣兵餉、聽聞日軍就先自行逃亡潰散。其敗是為非戰之罪。宋慶的軍隊，以數千之兵支持半年，能守也能戰，其未能獲勝，是因為孤軍無援助。李秉衡、劉永福也有死戰之心，所以其防守的地方，雖日軍侵擾，始終無法得逞。但實際上李秉衡在山東用兵頗有缺失，「日軍浮三艦窺登州，秉衡盡萃精兵於西北，而榮成以戎備寡，為日軍所誘而獲」，因而遭受時人非議。

## 巨野教案及八國聯軍
光緒二十三年（1897年），德國因巨野教案而派兵強行進入膠州灣，時任山東巡撫的李秉衡認為“土地不可自我而失”，派兵與其相爭，因此被罷黜，擔任四川總督，但未到任便因德國壓力而被罷免。光緒26年（1900年）擔任巡閱長江水師大臣。八國聯軍進攻大沽後，李秉衡一度列名張之洞、劉坤一兩總督倡議的東南互保，但隨後力請募兵入衛京師，並在慈禧太后召見時極力主戰；於是領四軍出戰，在楊村（今武清縣）兵潰，退至通州（今北京市通州区）吞金自盡。初諡忠節，隨後聯軍將李秉衡列入事變禍首，要求嚴懲，清政府以秉衡先死而不予治罪，但下令追奪一切官職並撤銷恤典。

## 評價
由于资料匮乏，研究他的學術文章不多。學者對其語多肯定，稱其一生清政廉明、忠君體國、勤政愛民。部份後代居住於今大連市，且正在筹建纪念馆。
維新人士吳樵批評<李鑒堂(秉衡).....極惡洋務，中國事皆誤於此等正人。>
羅惇曧所著《庚子國变记》则指名列庚子被祸五大臣的许景澄和袁昶之死与李秉衡有关，“七月初四日，殺許景澄、袁昶，秉衡有力焉，天下冤之。”

## 延伸阅读
[在维基数据编辑]
 《清史稿·卷467》，出自趙爾巽《清史稿》
 在维基共享资源阅览影像